# 崔有眞
崔有眞（：／ Choi Yu-Jin；1996年8月12日—），韓國女歌手。2015年以Cube娛樂旗下女子音樂組合CLC成員身份出道，官方定位為領舞、副唱。2022年因團體合約期滿解散而離團。2021年因參加Mnet选秀节目《Girls Planet 999》，成為限定女子團體Kep1er成員並擔任隊長。

## 生平

### 出道前
崔有眞從小學開始就練習舞蹈，擅長多類舞種。出道前，她已經當了四年練習生，是CLC中經歷最長訓練期的成員。

### CLC
2015年3月19日，發行出道迷你專輯《First Love》，主打曲《Pepe》正式出道，官方定位為領舞、副唱。
2018年7月，隨CLC登台北小巨蛋演出。10月，隨CLC登香港紅磡體育館演出。

### Girls Planet 999
2021年，出演Mnet與NCsoft共同推出的女團選秀真人秀節目《Girls planet 999》。比賽前主題曲評價中獲得K組33人中的第六名，因而初編號為K06。
首次demo舞台表演歌手泫雅的"Bubble Pop!"，以極佳表演取得全部評審的All pass，並進入首9名，位列P7。
第一輪"Connect Mission"中表演Blackpink的"How You Like That"，擔任Team 1的隊長及副唱二，並帶領隊伍在回合中勝出。同集公布與C組的蔡冰及J組的May一起獲得cell中期投票第一名。
第五集首次投票發表：C組的蔡冰、K組的崔有眞、J組的May共同組成的"이이유cell”（22U）得票2,929,629票，獲得細胞投票第一名。個人排名方面，崔有眞獲得3,119,661票，在K組排名第一（K01），總排名獲得第四（P4）。
第二輪"Combination Mission"中選擇6人舞蹈組，與K組的姜睿序，J組的May、山内若杏名，C組的沈小婷、蘇芮琪一同表演이선희的"인연"（姻緣fate），並在回合中勝出，每人獲得45000獎勵票數。
第八集第二輪生存發表，崔有眞得票數為3,173,040票，獲得K組排名第一（K01)，總排名則獲得第五名（P5）。
第三輪"Creation Mission"被選入 "Shoot!"組，擔任隊長及主唱，本因從未擔任過主唱而有所顧慮，但後期表現被大力稱讚。第九集公布中間排名順位，崔有眞獲得K組第二名（K02），總排名第六位（P6）。
第十一集"<O.O.O> Mission"中被選入一組首次擔任killing part，並在一組所有成員的個人直拍中獲得最高的讚好數，因而獲得9萬票獎勵票數。第三輪生存發表中，獲得1,747,716票，位於K組第二名（K02），總排名得第五（P5）。
決賽前5天（10月18日）公布中期排名，崔有眞總排名第二（P2），K組內排名第二（K02）。
第十二集總決賽，最終得票915,722票，總排名第三（P3），K組內的第三名（K03），成為期間限定團體Kep1er成員。
| 順位（粗體為順位儀式結果） |                     |                         |                         |          |                           |            |                     |
| 主題曲排名                 | 第二集 (初評級舞台) | 第五集 (第一次排名儀式) | 第八集 (第二次排名儀式) | 第九集   | 第十一集 (第三次排名儀式) | 決賽前速報 | 第十二集 (最終排名) |
| K06                        | P7 (K06)            | P4 K01                  | P5 K01                  | P6 (K02) | P5 (K02)                  | P2 (K02)   | P3 (K03)            |

### Kep1er
2022年1月3日，發行首張迷你專輯《FIRST IMPACT》，正式以Kep1er的成員活動，官方定位是隊長。
2022年5月20日，經紀公司Cube娛樂宣布CLC U CUBE將於6月6日結束運營，CLC團體合約7週年期滿正式解散。2022年8月12日，CUBE娛樂公開其公司半年度報告書，於藝人名單上沒有崔有眞，目前個人沒有經紀公司。

## 音樂作品

### 其他歌曲
| 日期           | 專輯名稱          | 歌曲名稱                       | 合作歌手              | 參與成員                       | 備註           |
| -------------- | ----------------- | ------------------------------ | --------------------- | ------------------------------ | -------------- |
| 2018年6月17日  | United Cube - ONE | 一步 한걸음                    | United Cube           | 承姬 有眞 丞延 Sorn Elkie 恩彬 |                |
| 2024年10月18日 |                   | See U There 기다릴게, 그곳에서 | 崔秉燦, 孫東柱(ONEUS) |                                | 網絡劇 UUU OST |

## 影音作品

### 其他音樂錄影帶
| 日期          | 歌曲                 | 歌手 | 參與成員         | 備註 |
| ------------- | -------------------- | ---- | ---------------- | ---- |
| 2014年2月16日 | 뛰뛰빵빵 (Beep Beep) | BTOB | 有眞、丞延、睿恩 |      |

## 影視作品

### 電視劇/網絡劇
| 年份   | 電視台/平台  | 劇名                                     | 角色   | 備註     |
| ------ | ------------ | ---------------------------------------- | ------ | -------- |
| 2016年 | Naver TVcast | 噩夢老師                                 | 千宥娜 | 客串     |
| 2017年 | Naver TVcast | 我們從明天起 내일부터 우리는 Green Fever | 有眞   | [ 21 ]   |
| 2021年 | Netflix      | 明天不要來                               | 韓賢雅 | 客串     |
| 2021年 | kakao TV     | 南瓜時間 펌킨 타임 Pumpkin Time          | 韓秀智 | 女二     |
| 2021年 | kakao TV     | 她的遺願清單                             | 世賢   | 客串     |
| 2024年 | Mnet M2      | Unknown Untitled Unmastered [UUU]        | 徐多雅 | 主演之一 |

## 外部連結
有眞
- 有眞的Instagram帳戶 （不公開）
- 有眞的Instagram帳戶 (新帳戶)

CLC 官方
- CUBE Entertainment - CLC

Kep1er 官方
- Kep1er的官方網站 （页面存档备份，存于）